# Jembatan Dua
Jembatan Dua is een bestuurslaag in het regentschap Kaur van de provincie Bengkulu, Indonesië. Jembatan Dua telt 1261 inwoners (volkstelling 2010).